# Willem Christiaan Schierbeek
Willem Christiaan Schierbeek (* 13. September 1879 in Groningen; † 23. September 1952 in Den Haag) war ein niederländischer Fußballspieler.

## Karriere
Schierbeek gehörte als Torhüter dem Karlsruher FV an, mit dem er das am 11. Juni 1905 in Köln ausgetragene Finale um die Deutsche Meisterschaft im Weidenpescher Park erreichte. Doch gegen den BTuFC Union 92, dem Meister des Verbandes Berliner Ballspielvereine, unterlag er mit seiner Mannschaft mit 0:2.
Danach spielte er für den niederländischen Verein HBS Craeyenhout aus Den Haag, einem der führenden Vereine der Niederlande zu jener Zeit. Als Sieger aus der ersten Spielklasse West hervorgegangen gewann er mit seiner Mannschaft gegen den Sieger der ersten Spielklasse Ost, dem EFC PW 1885, das in Hin- und Rückspiel ausgetragene Finale um die Niederländische Meisterschaft mit 3:2 und 4:2.

## Erfolge
- Niederländischer Meister 1906
- Finalist Deutsche Meisterschaft 1905

## Sonstiges
Möglicherweise war er bereits zuvor auch beim HFC Haarlem aktiv. Nach seiner Spielerkarriere war er als Handelsbeauftragter tätig.